# Arte corporal
Na arte corporal costumam ser incluídas o teatro, cinema e a dança, enfim  pode ser toda e qualquer movimentação artistica querendo expressar algum sentimento, seja este de raiva, de dor, alegria, tristeza, enfim, sentimentos que não podem ser ditos apenas com palavras e sim com a expressividade corporal.
Geralmente as pessoas se preparam para os dias de festa e comemorações, colocando roupas especiais, adornos e se embelezando. Porém, em culturas como a de alguns indígenas do Brasil, nos dias de festa as pessoas fazem pinturas corporais. Essas pinturas além de serem uma espécie de enfeite, estão relacionadas ao papel social de cada individuo em sua comunidade, sendo uma forma de expressar e manter sua tradição cultural.
A pratica de pintar o corpo por meio de tatuagens foi bastante difundida em nossa sociedade. Hoje em dia, muitas pessoas tem desenhos no corpo feitas com agulhas finas que deixam marcas permanentes sobre a pele. A finalidade desse tipo de adorno é criar um sinal uma marca capaz de diferenciar um indivíduo dos demais.
A Origem da Arte Corporal
Tingir os cabelos e pintar o corpo são manifestações culturais muito muito antigas, comuns a mulheres e homens, que surgiram muito antes de qualquer forma de escrita. A pele do corpo foi a primeira "tela" usada pelos homens de Neanderthal, antes mesmo de pintarem as paredes das cavernas onde viviam. A pintura do corpo tanto podia ser feita nas celebrações de fertilidade como nas cerimônias fúnebres. 
Nas sociedades indígenas, até hoje, a pintura corporal tem grande importância e seu significado é muito amplo, podendo ir da simples expressão de beleza e erotismo à indicação de preparação para a guerra, ou, até mesmo, como uma das formas de aplacar a ira dos demônios. 
Além de protegerem o corpo dos raios solares e das picadas de insetos, a ornamentação corporal é como se fosse uma segunda "pele" do indivíduo: a social em substituição à biológica. O padrão da pintura e o local de sua localização no corpo revela o "status" de seu detentor na sociedade. 
A pintura corporal dos índios brasileiros foi uma das primeiras coisas que chamou a atenção do colonizador português. Pero Vaz de Caminha, em sua famosa carta ao rei D. Manoel I, já falava de uns "pequenos ouriços que os índios traziam nas mãos e da nudeza colorida das índias. 
Traziam alguns deles ouriços verdes, de árvores, que na cor, quase queriam parecer de castanheiros; apenas que eram mais e mais pequenos. E os mesmos eram cheios de grãos vermelhos, pequenos, que, esmagados entre os dedos, faziam tintura muito vermelha, da que eles andavam tintos; e quando se mais molhavam mais vermelhos . 
Esses ouriços nada mais eram do que a bixácea - **** orellana – conhecida como urucu, palavra de origem tupi que significa vermelho. A tintura dos indígenas era feita com as sementes, cujo principal corante é o norcarotenóide bixina, o primeiro cis-polieno a ser reconhecido na natureza. 
O nome botânico do urucu homenageia a Francisco Orellana, lugar-tenente de Francisco Pizarro, que foi o primeiro homem branco a navegar no rio Amazonas.
Bibliografia
https://web.archive.org/web/20080325052859/http://www.sbq.org.br/PN-NET/causo9.htm
https://br.answers.yahoo.com/question/index?qid=20061124143856AAc0Lsm